# Грибовидный якорь
Грибовидный, или зонтообразный якорь начал применяться с 1850 годов в основном для длительного и прочного заякоривания плавучих маяков и прочих судов подобного рода. Широко используется в районах с большими приливно-отливными течениями или сильными ветрами. При больших размерах грибовидный якорь демонстрирует хорошую держащую способность. Коэффициент держащей силы изменяется в пределах 6—10 в зависимости от массы этого якоря.
Относится к группе безрогих якорей.
Выполняют их из чугуна или железобетона. В донной части обычно расположена выемка, которая облегчает засасывание якоря в грунт. Чтобы исключить возможность появления воздушной подушки, грибовидный якорь иногда имеет вертикальные каналы для отвода воздуха.
На надувных резиновых лодках, где опасно пользоваться якорь-кошкой, иногда применяют небольшие грибовидные якоря. Минимальный вес такого миниатюрного якоря — семь фунтов (примерно 3,5 кг).